# Pseudofusulininae
Pseudofusulininae es una subfamilia de foraminíferos bentónicos de la familia Schwagerinidae, de la superfamilia Fusulinoidea, del suborden Fusulinina y del orden Fusulinida. Su rango cronoestratigráfico abarcaba desde el Gzheliense (Carbonífero superior) hasta el Changhsingiense (Pérmico superior).

## Discusión
Clasificaciones más recientes incluyen Pseudofusulininae en la superfamilia Schwagerinoidea, y en la subclase Fusulinana de la clase Fusulinata. Algunas clasificaciones incluyen Pseudofusulininae en la Familia Pseudofusulinidae.

## Clasificación
Pseudofusulininae incluye a los siguientes géneros:
- Anderssonites †, también considerado en la subfamilia Pseudoschwagerinae
- Chalaroschwagerina †, también considerado en la subfamilia Pseudoschwagerinae
- Crenulosepta †, también considerado en la subfamilia Pseudoschwagerinae
- Cuniculinella †, también considerado en la subfamilia Schwagerininae
- Eoparafusulina †
- Globifusulina †, también considerado en la subfamilia Schwagerininae
- Grozdilovia †, también considerado en la subfamilia Schwagerininae
- Inyoschwagerina †
- Leeina †, también considerado en la subfamilia Schwagerininae
- Longlinella †, también considerado en la subfamilia Schwagerininae
- Neodutkevitchia †
- Nigribaccinus †
- Nonpseudofusulina †
- Praepseudofusulina †, también considerado en la subfamilia Pseudoschwagerinae
- Praeskinnerella †
- Pseudodunbarula †
- Pseudofusulina †, también considerado en la subfamilia Schwagerininae
- Schellwienia †, también considerado en la subfamilia Fusulininae
- Stewartina †
- Tastubella †
- Verneuilites †

Otros géneros considerados en Pseudofusulininae son:
- Juresanella †, también considerado en la subfamilia Schwagerininae
- Schihanella †
- Kutkanella †
- Perigondwania †, también considerado en la subfamilia Schwagerininae